# Semion Timoshenko (cineasta)
Semion Alekseyevich Timoshenko (em russo:  Семён Алексе́евич Тимоше́нко, transl. Semën Alekséevič Timošénko; 1899-1958) foi um diretor, roteirista e ator soviético. O destino criativo de Timoshenko está inteiramente ligado ao estúdio cinematográfico Lenfilm, onde regressou em 1925.

## Biografia
Semion Timoschenko nasceu em 6 de janeiro (18 de janeiro segundo o novo estilo) de 1899 em São Petersburgo. Em 1918-1920 estudou no departamento geral do Instituto de Engenheiros Civis (IGI). Em 1918 visitou a oficina de Vsevolod Meyerhold. Em 1920, formou-se nos cursos de direção do departamento de teatro do Comissariado do Povo para a Educação de Petrogrado.
Em 1919-1924 foi ator no Teatro Tovstonogov, depois ator e diretor no Teatro de Comédia Livre. Ele participou de 166 apresentações da temporada. Ele também ganhou grande fama atuando como apresentador no cabaré noturno "Balaganchik", organizado no teatro, para o qual também escreveu inúmeras peças e miniaturas. Ele participou da encenação de apresentações folclóricas em massa e liderou clubes de teatro.
Desde 1925 foi diretor do estúdio cinematográfico Sevzapkino (hoje Lenfilm).
Durante os primeiros dez anos filmou dramas sociais dedicados à Revolução de Outubro e à guerra civil. Desde 1935, ele se tornou conhecido como diretor de comédias populares, para as quais ele mesmo escreve os roteiros. Em 1937, escreveu o roteiro do filme Céu da Espanha, composto por histórias cinematográficas unidas por um tema comum. Segundo o crítico S. Gourevich, ele se tornou o protótipo de “Coleções de filmes de combate" publicado durante a Grande Guerra Patriótica. Além disso, no início da década de 1940, ele fez três filmes-concerto que lançaram as bases para esse gênero no cinema soviético.
Em 1942, durante o cerco de Leningrado, junto com outros cineastas, foi evacuado para Alma-Ata, onde, emaciado, foi notado por Sergei Eisenstein e oferecido para estrelar o filme Ivan, o Terrível. O papel característico do embaixador da Livônia tornou-se o único papel cinematográfico conhecido de Timoshenko.
O filme mais popular de Semion Alekseyevich é a comédia O lento viajante do céu (lançado em 1946), filmado durante a Grande Guerra Patriótica. No ano de seu lançamento, o filme foi assistido por 21 milhões de telespectadores, e em 2012 foi restaurado e colorido do Canal Um.
Durante muitos anos sonhei em fazer um filme sobre o grande aviador russo Sergei Isaevich Utochkin, mas este projeto nunca foi realizado durante sua vida. Não foi até 1962, no estúdio de cinema A. Dovzhenko, que o filme biográfico Em um circuito morto foi filmado com base no roteiro de Timoshenko. O papel principal foi interpretado pelo ator Oleg Strijenov.
Autor dos livros A arte do cinema e da edição cinematográfica (L., 1926), O que um diretor deve saber (M.; Leningrado, 1929).
Morreu em 13 de novembro de 1958. Foi enterrado em São Petersburgo, no cemitério Serafimovskoye. Ele era casado com a atriz Lyudmila Sergeyevna Glazova. Seu filho Vyacheslav se afogou aos 12 anos depois de cair no gelo de um corpo d'água.

## Filmografia

### Diretor
- 1925 : Наполеон-газ
- 1925 : Радиодетектив
- 1927 : Ордер на жизнь
- 1927 : Турбина № 3
- 1928 : Два броневика
- 1929 : Мятеж
- 1930 : Заговор мёртвых
- 1931 : Sniper (em russo:  Снайпер)
- 1933 : Жить
- 1935 : Три товарища
- 1936 : Вратарь
- 1940 : Концерт на экране
- 1941 : Киноконцерт
- 1943 : Под звуки домбр
- 1945 : Небесный тихоход, Nebesnyï tikhokhod
- 1950 : Сады и парки Ленинграда (documentário)
- 1952 : Кемери (documentário)
- 1953 : Лес
- 1954 : Запасной игрок

### Roteirista
- 1925 : Наполеон-Газ
- 1925 : Радиодетектив
- 1926 : Радио-приёмник
- 1927 : Ленсовет
- 1928 : Два броневика
- 1929 : Мятеж
- 1930 : Заговор мёртвых
- 1931 : Sniper
- 1933 : Жить
- 1940 : Концерт на экране
- 1941 : Киноконцерт
- 1943 : Под звуки домбр
- 1945 : Небесный тихоход, Nebesnyï tikhokhod
- 1952 : Кемери
- 1954 : Запасной игрок
- 1962 : В мёртвой петле

### Ator
- 1929 : Флаг наций
- 1945 : Ivan, o Terrível (episódio 1)